# 고이와정
고이와정(小岩町)은 도쿄부 미나미카쓰시카군에 일찍이 존재했던 정이다.

## 역사
- 1889년 5월 1일 - 정촌제 시행에 수반해,ㅣ 미나미카쓰시카군 고이와촌이 성립하였다.
- 1928년 11월 10일 - 고이와촌이 정으로 승격해 고이와정이 되었다.
- 1932년 10월 1일 - 미나미카쓰시카군 전역이 도쿄시에 편입해, 고이와정의 구역은 에도가와구가 되었다.

## 교통

### 철도
- 국철 (→ JR동일본)
  - 소부 본선
- 게이세이 전철
  - 게이세이 본선

### 도로
- 지바 가도